# Lamprops quadriplicata
Lamprops quadriplicata is een zeekommasoort uit de familie van de Lampropidae. De wetenschappelijke naam van de soort is voor het eerst geldig gepubliceerd in 1879 door S.I. Smith.